# Их двое
«Их дво́е» («Они вдвоём») (венг. Ők ketten, фр. Elles deux) — французско-венгерский фильм-мелодрама 1977 года. В кинопрокатах разных стран он шёл также под названиями «Женщины», «Две женщины» и «Мари и Юлия».
Премьера фильма состоялась на кинофестивале 1977 года в Париже.
Это единственный фильм, где Марина Влади и Владимир Высоцкий играют вместе.

## Сюжет
История двух подруг, одна из которых несчастна в благополучном браке, а другая счастлива с мужем-алкоголиком.

## В ролях
- Марина Влади — Мария
- Лили Монори — Юли Боднар
- Миклош Толнаи — Фери
- Ян Новицкий — Янош
- Жужа Цинкоци — Жужи Боднар
- Юдит Меслери — Берек
- Владимир Высоцкий — сослуживец Марии

## Съёмочная группа
- Режиссёр: Марта Месарош;
- Сценарий: Йожеф Балаш, Геза Беременьи, Илдико Короди, Марта Месарош.